# Paul Bonet
Paul Bonet, né à Paris le 15 février 1889 où il est mort le 3 mars 1971, est un artiste et un technicien du livre moderne, célèbre auprès des bibliophiles pour ses décors de reliures d'art mais aussi pour ses maquettes de reliure industrielle.

## Biographie
Paul Bonet est apprenti électricien de 1904 à 1906 puis, en 1909, il devient modeleur de mannequins en bois pour vitrine de mode.
Il effectue son service militaire de 1910 à 1912, il participe à la guerre de 1914-1918 où il est blessé.
Il découvre la reliure en 1920 mais n'en fait son métier qu'en 1924. Il a 35 ans. Ses premières reliures sont exposées  en 1925, au musée Galliera, puis  à l'exposition des Arts du livre français, au Salon d'automne, au  Salon des Artistes décorateurs : son talent est reconnu. Il est particulièrement novateur dans la décoration.

### Citation
« Le décor d'une reliure doit être une synthèse décorative du livre, se tenir à la limite de l'abstrait et du concret, prendre au premier ce qu'il a de hautement spirituel, mais en le tempérant de concret, afin d'éviter l'impersonnel ; faire en sorte qu'une reliure tente  d'exprimer l'âme du livre sans tomber dans un pittoresque vulgaire, en concordance avec les nouvelles tendances picturales. »

## Distinctions
- Chevalier de la Légion d'honneur (1950)

## Cartonnages de la NRF
De 1941 à 1967, Gallimard fait paraître 552 titres sous une présentation recherchée. Contrairement aux éditions du tirage ordinaire dont les exemplaires ont une couverture en papier, ces livres ont une reliure cartonnée, parfois couverte de toile de lin, et ornée d'un décor original. Les projets de couverture sont conçus par divers artistes, mais la plupart d'entre eux sont l'œuvre de Paul Bonet ou de Mario Prassinos. 
Quand on lui demande de participer à cette expérience, Paul Bonet est déjà un relieur renommé. Les décorations de reliures qu'il va créer pour cette série de cartonnages ressemblent donc fortement aux créations uniques qu'il a déjà dessinées pour des reliures faites à la main. Ces versions populaires font rapidement connaître son travail auprès d'un plus large public. Pour une reliure unique, il aurait procédé à des incrustations en cuir de diverses couleurs ; dans le cas des « Cartonnages de la NRF », le décor polychrome est imprimé en plusieurs passes. 
Les titres concernés ne sont pas uniquement des premières éditions, mais aussi des rééditions (à l'occasion d'une édition définitive ou d'une simple recomposition de l'ouvrage) et des traductions anciennes, qui sont ainsi revêtues d'une couverture plus moderne. 
Au début du XXIe siècle, les « années 1950 » suscitant un vif intérêt, ces reliures industrielles deviennent très recherchées par les amateurs. 

## Publication
- Carnets 1924-1971 : répertoire complet descriptif et bibliographique de toutes ses reliures, préface de Julien Gracq, Paris, A. Blaizot, 1981 (reproduction en fac-similé du manuscrit original)

### Bibliographie

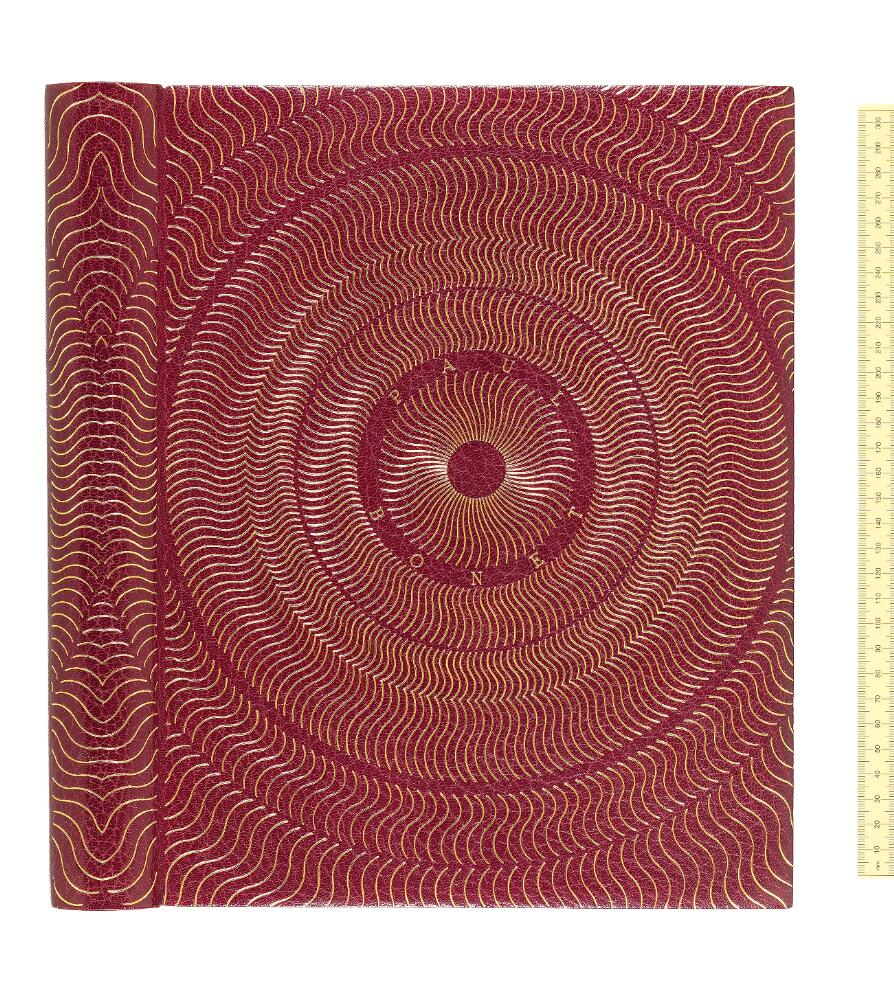
Couverture de l'ouvrage de Paul Valéry et al. sur Paul Bonet.
Cet exemplaire, commandé par Albert Ehrman, a été réalisé par l'atelier Bonet d'après les dessins originaux de l'artiste, qui figurent dans le volume.